# (I Just) Died in Your Arms
(I Just) Died in Your Arms è un singolo del gruppo rock inglese Cutting Crew, pubblicato nel 1986 ed estratto dal loro album di debutto Broadcast.
La canzone è stata scritta e composta da Nick Van Eede, frontman dei Cutting Crew, e coprodotta da Terry Brown. Fa parte della stazione radio Emotion 98.3 di Grand Theft Auto: Vice City.
La canzone si può definire una one hit wonder dei Cutting Crew.
Nel 2006 il cantautore Mika utilizzò la melodia del brano per Relax, Take It Easy.
Nel 2020, con l’uscita dell’album Ransomed Healed Restored Forgiven il pezzo viene ripubblicato in una versione eseguita con l’accompagnamento di un’orchestra filarmonica. Nella versione “Exclusive Deluxe Edition” dell’album, il singolo viene proposto in 7 differenti versioni.

## Tracce
- 7"

1. (I Just) Died in Your Arms
2. For the Longest Time

## Classifiche
| Classifica (1986-1987) | Posizione massima |
| ---------------------- | ----------------- |
| Regno Unito            | 4                 |
| Stati Uniti            | 1                 |

## Cover
Il brano è stato utilizzato ed eseguito come cover da numerosi artisti e gruppi, tra cui Savage (1989), Smokie (2001), To/Die/For (2003), Northern Kings (2007), Trust Company (2008), Jason Donovan (2010), Lord (2010) e Bastille (2013).